# Eiichi Tanaka
Eiichi Tanaka (jap. 田中 英一, Tanaka Eiichi; * 6. Mai 1941 in Nayoro, Präfektur Hokkaidō) ist ein ehemaliger japanischer Nordischer Kombinierer. Er nahm an den Olympischen Winterspielen 1964 teil und gewann auf nationaler Ebene einen Meistertitel.

## Werdegang
Tanaka, der für die Technische Universität Shibaura startete, wurde 1963 in Sapporo japanischer Meister in der Nordischen Kombination. Im Winter 1964 trat Tanaka auch international in Erscheinung, als er bereits bei den Skispielen in Le Brassus teilnahm, jedoch keine vordere Platzierung erzielte. Bei den Olympischen Winterspielen 1964 in Innsbruck wurde er im Kombinationswettkampf eingesetzt, den er als zweitbester Japaner auf dem 30. Platz abschloss. Wenige Wochen später wurde Tanaka bei der Winter-Universiade in Špindlerův Mlýn Sechster in der Nordischen Kombination  und belegte darüber hinaus Rang 17 im Spezialsprunglauf. Im restlichen Karriereverlauf nahm er an keinen weiteren internationalen Großveranstaltungen mehr teil.